# Peter Rusnák
Peter Rusnák (Homonna, 1950. szeptember 6.) szlovák görögkatolikus pap, pozsonyi görögkatolikus püspök.

## Pályafutása
1987. június 16-án szentelték pappá.

### Püspöki pályafutása
2008. január 30-án az újonnan létrehozott Pozsonyi görögkatolikus egyházmegye püspökévé nevezték ki. Február 16-án szentelte püspökké Jozef Tomko bíboros, Ján Babjak eperjesi érsek-metropolita és Milan Chautur kassai püspök segédletével. Beiktatására március 9-én került sor. 2022. április 25-én kinevezést kapott Ján Babjak megüresedett posztjára apostoli kormányzóként a Eperjesi görögkatolikus főegyházmegye élére.